# Тонмьонсон
Тонмьонсон (кор. 동명성왕, 東明聖王, Dongmyeong-seongwang, Tongmyŏng-sŏngwang; 58 до н. е. — 19 до н. е.) — корейський ван, засновник і перший правитель держави Когурьо періоду Трьох держав.

## Походження
Легенда каже, що батьком Тонмьонсона був небесний правитель Хае Мосу, який спокусив Юхву, дочку Хвабаека (божество річки Хуанхе). Після цього батьки вигнали її, та Юхве помітив правитель Тонбуйо Кимва, який привів її до свого палацу. Там він замкнув її на самоті, проте вона вже носила дитину бога Сонця й невдовзі народила сина.

## Біографія
Хлопець славився своєю майстерністю стрільби з лука. Кимва мав сімох своїх синів, і кожен з них заздрив Тонмьонсону. Суперництво між братами призвело до того, що Тонмьонсон був змушений тікати з дому.
37 року до н. е. Тонмьонсон дістався берегів річки Ялуцзян. То була держава Йолбон, що фактично була союзом кланів. Тамтешній правитель віддав заміж за Тонмьонсона свою дочку Со Со Но, а після його смерті Тонмьонсон став повновладним володарем. Тоді він проголосив створення нової держави-наступниці Кочосону, яку назвав Когурьо.
Новий правитель швидко підкорив усі місцеві клани та зосередив владу в своїх руках. Невдовзі він завершив будівництво своєї столиці, міста Йолбон-сон, а 28 року до н. е. завоював південну державу Окчо. Того ж року померла мати тхевана, Юхва. Ван Кимва поховав її з королівськими почестями, що було нечувано, оскільки вона була лише наложницею правителя. Вдячний Тонмьонсон надіслав до Тонбуйо посланця з подарунками.
19 року до н. е. перша дружина Тонмьонсона, яка лишилась у Тонбуйо, втекла звідти зі своїм сином Юрімьоном та прийшла до двору правителя Когурьо. Це спричинило хвилювання при дворі, оскільки в порядок спадкування раптово втрутився первісток Тонмьонсона. Остерігаючись за життя свого сина, друга дружина Тонмьонсона, Со Со, втекла з Когурьо, а її син Онджо заснував державу Пекче та став її першим правителем. Того ж року помер Тонмьонсон, а трон успадкував його старший син Юрімьон.
Держава, заснована Тонмьонсоном швидко розширилась та існувала 705 років. Тіло першого правителя Когурьо спочиває в Пхеньяні, в гробниці, зведеній у V столітті.